# Kaliningrader Zellulose- und Papierwerk Nr.1
Das Kaliningrader Zellulose- und Papierwerk Nr.1, im russischen meist abgekürzt mit Калининградский ЦБК-1, bis 1945 Sackheimer Zellstoffwerke, zuletzt als Darita firmierend, war eine in Königsberg bzw. Kaliningrad im Zeitraum von 1896 bis 2000 tätige Fabrik, die im Laufe ihrer Geschichte Zellulose, Sulfitspiritus, Papier aller Art und weitere Produkte herstellte. Ihr hoher Schornstein war eine weithin sichtbare Landmarke im Osten der Stadt.

## Geographische Lage
54° 42′ 7″ N, 20° 33′ 12″ O
Das am Nordufer des Neuen Pregel gelegene Werk befand sich bei seiner Gründung in dem östlich an Königsberg angrenzenden Gutsbezirk Liep im Landkreis Königsberg i. Pr. Im Jahr 1905 wurde ein Teil dieses Gutsbezirk mit der Fabrik in die Stadt Königsberg eingemeindet. Dieser Teil wurde (möglicherweise) fortan zu dessen Stadtteil Sackheimer Ausbau gerechnet. Jedenfalls wurde das Werk in allen bekannten Quellen mit dem Königsberger Stadtteil Sackheim identifiziert. Nach 1945 lag das Werk im Kaliningrader Stadtteil Oktjabrskoje.

## Werksgeschichte

### Die Gründung der Sackheimer Zellstoffwerke und ihre Tätigkeit bis zum Ersten Weltkrieg
Den Anstoß zur Errichtung der Sackheimer Zellstoffwerke gab der Königsberger Holzhändler Emil Teppich. Am 29. März 1895 wurde die Königsberger Zellstoff-Fabrik AG gegründet. Als Leiter des Werks, der auch den Bau zu planen und zu führen hatte, wurde der Diplom-Ingenieur Beckmann angeworben, der bis dahin im Coseler Werk der Feldmühle tätig gewesen war. Das Gelände am Neuen Pregel im Gutsbezirk Liep bestand aus Moorwiesen, sodass der Untergrund befestigt werden musste. Der Betrieb wurde im Jahr 1896 mit vier Kochern und einer Entwässerungsmaschine aufgenommen. Wegen der steigenden Nachfrage errichtete man auf dem durch Hinzukäufe erweiterten Gelände 1904 die Fabrik von Grund auf neu. Im Jahr 1906 wurde sie weiter ausgebaut. Im Jahr 1909 wurde das Werk an die Abwasserkanalisation der Stadt Königsberg angeschlossen. Die Wasserfront des Werksgeländes wurde durch den Bau eines Stichkanals erweitert. Für die Übernahme der Kohle wurden eine Verladevorrichtung sowie ein Brückenkran mit Greifer aufgestellt. Ein eigener Park von Wasserfahrzeugen wurde für das Heranholen des Holzes geschaffen, das auf dem Binnenweg über die Memel, die Gilge, den Seckenburger Kanal, den Großen Friedrichsgraben, die Deime und dem Pregel aus dem Russischen Kaiserreich kam.

### Das Werk in der Zeit vom Ersten bis zum Zweiten Weltkrieg
Während des Ersten Weltkriegs und nach der November-Revolution 1918 war die Versorgung mit Kohle erschwert. 1919 wurde das Werk wegen Kohlemangels für mehrere Monate stillgelegt. Durch diese wirtschaftlichen Schwierigkeiten begünstigt, konnte der Unternehmer Hugo Stinnes die Zellstofffabrik günstig erwerben und seinem Unternehmensimperium (zuletzt 1.535 Unternehmen mit 2.888 Produktionsstandorten) einverleiben. Es wurde mit fünf weiteren Papier- und chemisch-technischen Werken zur Koholyt AG (Kohle, Holz, Elektrolyt) mit Sitz in Berlin zusammengeschlossen. Dazu gehörte auch die 1907 in Betrieb gegangene Norddeutsche Cellulosefabrik AG in Lawsken westlich von Königsberg. Als Folge der neuen Grenzziehungen nach dem Ersten Weltkrieg kam das Holz jetzt nicht mehr den Pregel herunter, sondern mit Seeschiffen über Pillau den Fluss herauf, etwa aus Finnland. In der kriegsmäßigen Staatswirtschaft war auch der Plan entstanden, die Ablaugen der Zellstofffabriken nutzbar zu machen und daraus Sulfitspiritus herzustellen. Als nach Stinnes’ Tod sein Konzern zerfiel, kam die Koholyt AG 1926 in den Besitz der Inveresk Paper Co. Ltd. mit Sitz im schottischen Musselburgh, bevor sie 1930 von der Feldmühle übernommen wurde. Im Jahr 1938 verfügte das Sackheimer Werk über 14 Kocher, vier Entwässerungsmaschinen und vier Schwefelkiesöfen. Es waren dort 1020 Arbeiter beschäftigt, die eine Tagesleistung von 266 Tonnen Zellulose und 135 Hektoliter Sulfitspiritus erbrachten. Während des Zweiten Weltkriegs wurden im Sackheimer Werk auch sowjetische Kriegsgefangene zwangsbeschäfigt.

### Das Werk in der Sowjetunion
Bei den britischen Luftangriffen und den Endkämpfen in der Stadt wurde im Werk (offenbar) nur wenig zerstört. Schon 1945 lief der Betrieb provisorisch wieder an. Aus der Sowjetunion wurden dafür Arbeiter angeworben. Bis 1948 wurden dort auch deutsche Kriegsgefangene zwangsbeschäftigt.
Im Jahr 1946 erhielt das Werk die Bezeichnung Kaliningrader Zellulose- und Papier-Kombinat Nr. 1 (ru. Калининградский целлюлозно-бумажный комбинат №1). Es wurde dort nun auch Papier hergestellt, insbesondere Pack- und Krepppapier, sowie Tapeten und Asphaltteer. Ab 1951 wurden auch Papiertüten, Aktenordner und Notenhefte hergestellt. Das Werk bekam über eine etwa sieben Kilometer lange Bahntrasse Anschluss an das Eisenbahnnetz. Ab 1961 wurde im Werk auch Kohlensäure und Futterhefe hergestellt. Vieles wurde exportiert.
Das Werk war nun in die sowjetische Staatswirtschaft eingebunden. Es unterstand von 1945 bis 1952 verschiedenen lokalen Verwaltungen, die wiederum dem zuständigen Ministerium der UdSSR unterstellt waren und von 1953 und 1957 direkt einer Hauptverwaltung („Glawzelljulosy“) im sowjetischen Ministerium für die Papier- und Holzverarbeitende Industrie. Ab 1957 unterstand es der Verwaltung der Zellulose- und Papierindustrie im neu gebildeten Sownarchos (Volkswirtschaftsrat) des Kaliningrader Wirtschaftsbezirks (ru. совнархоз,  Совет народного хозяйства) und seit 1963 war es den gleichen Strukturen in der Litauischen SSR angeschlossen. Im Jahr 1965 wurde die Kaliningrader Verwaltung der Zellulose- und Papierindustrie als Produktionsvereinigung (PO) Kaliningradbumprom (Kurzwort für Kaliningrader Papierindustrie) wiederhergestellt, aber 1968 wieder aufgelöst und das Werk der Hauptverwaltung der Zellulose- und Papierindustrie der Westlichen Bezirke der Sowjetunion unterstellt. Im Jahr 1976 wurde die PO Kaliningradbumprom wieder eingerichtet und von diesem Werk aus geleitet, welches nun Kaliningrader Zellulose- und Papier-Werk Nr. 1 (ru. Калининградский целлюлозно-бумажный завод №1) hieß. Der PO gehörten auch das zweite Kaliningrader Zellulose- und Papierwerk (vorher ЦБК-2 genannt), ehemals die Norddeutsche Cellulosefabrik A.G., und die vereinigte Papierfabrik in Snamensk (Wehlau) an. Die PO unterstand wiederum der allsowjetischen PO Sojuszelljulos im Ministerium für Zellulose- und Papierindustrie. Zu Sowjetzeiten waren im Werk bis zu 3.000 Arbeiter beschäftigt.

### Die Privatisierung des Werkes nach 1992 und dessen Auflösung
Nach der Auflösung der Sowjetunion wurde das Werk privatisiert und firmierte ab 1994 als geschlossene Aktiengesellschaft Darita (ru. Дарита), welche dem Wettbewerbsdruck unter den geänderten Rahmenbedingungen aber nicht standhalten konnte und im Jahr 2001 liquidiert wurde. Auf Teilen des Werksgeländes siedelten sich andere Firmen an. Ein auf dieses Werksgelände bezogenes Projekt „Revitalisierung von Industriebrachen in Kaliningrad als Know-how-Transferprojekt“ im Jahr 2013 im Rahmen einer Kooperation zwischen Kaliningrad und der Freien und Hansestadt Hamburg konnte nicht verhindern, dass im Winter 2017/2018 ein leerstehender zentraler Bereich abgerissen wurde. Beim ersten, nur halb gelungenen Versuch, den letzten verbliebenen 80 Meter hohen Schornstein zu beseitigen, kam ein 29-jähriger Arbeiter ums Leben. 2018 wurde dann der verbliebene Schornsteinrumpf gesprengt.